# متوازي (جمباز)

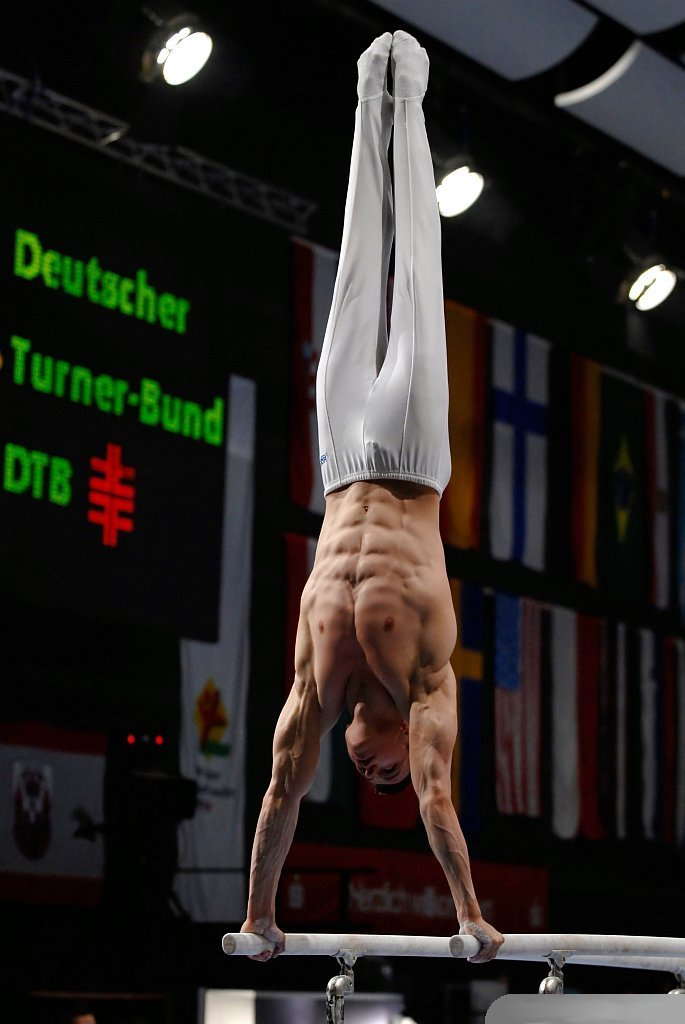

المتوازي جهاز من أجهزة الجمباز الفني حيث يتكون من عارضتين متساويتين بالطول ومتوازيتين وبارتفاع واحد طوله 350 سم وارتفاعه 195 سم والمسافة بين العارضتين ( 42 – 52 سم) مرتكزة على جزأين جزء ثابت وجزء متحرك جميعها تستند على هيكل حديدي ويتم التحكم بعرض العارضتين . تتكون تمارين المتوازي من حركات مرجحة، طيران، قوة تؤدى بانتقالات مستمرة بأوضاع تعلق وارتكاز مختلفة
أنظر المقال الأصلي : جمباز فني